# أمير أباد فندرسك (كتول)
امير أباد فندرسك (بالفارسية: امیرآباد فندرسک) هي قرية تقع في إيران في قسم کتول الریفي.  يقدر عدد سكانها بـ 314 نسمة .